# Lars-Göran Petrov
Lars-Göran Petrov, L-G Petrov (ur. 17 lutego 1972, zm. 7 marca 2021) – szwedzki muzyk, wokalista i autor tekstów pochodzenia macedońskiego.
Lars-Göran Petrov znany jest przede wszystkim z wieloletnich występów w grupie muzycznej Entombed. Wraz z zespołem uzyskał m.in. nominację do nagrody szwedzkiego przemysłu fonograficznego Grammis. Wcześniej występował w zespole Nihilist. Wraz z wokalistą Per Yngve "Deadem" Ohlinem współtworzył także formację Morbid. W 1992 roku na krótko związał się z zespołem Comecon. Petrov wystąpił ponadto gościnnie na płytach takich zespołów jak: Amon Amarth, The 69 Eyes, Leukemia, Rotten Sound i The Project Hate MCMXCIX.